# Cheilotrichia cinerascens
Cheilotrichia cinerascens là một loài ruồi trong họ Limoniidae. Chúng phân bố ở miền Cổ bắc.